# Бовалино
Бовалино (итал. Bovalino) је насеље у Италији у округу Ређо ди Калабрија, региону Калабрија.
Према процени из 2011. у насељу је живело 7514 становника. Насеље се налази на надморској висини од 37 м.

## Становништво
| 1931. | 1936. | 1951. | 1961. | 1971. | 1981. | 1991. | 2001. | 2011. |
| ----- | ----- | ----- | ----- | ----- | ----- | ----- | ----- | ----- |
| 6.131 | 6.469 | 7.435 | 6.929 | 6.463 | 6.989 | 8.307 | 8.358 | 8.814 |